# Deux ans de vacances
Dois anos de férias (título original em francês: Deux ans de vacances) é um livro do escritor francês Júlio Verne, lançado em 1888.

## Enredo
Um grupo de crianças a bordo de um navio partem da costa sem nenhum adulto. São apanhados numa tempestade e vêm acostar a uma ilha deserta, onde formam uma colónia. Nesta ilha eles aprendem muitas técnicas de caça e outras habilidades úteis a sua sobrevivência, e exploraram todos os recantos da ilha. Involuntariamente, por esta razão, os jovens terão dois anos de férias. No decurso do segundo ano vêm acostar outros náufragos, temíveis criminosos condenados a penas pesadas que evitam cumprir. Então ocorre uma luta entre os jovens e os criminosos.

## Curiosidades
Verne tinha um carinho especial por Aristide Breand, colega do seu filho, e por isso chamou o personagem principal Briant.